# Asphodelus fistulosus
Asphodelus fistulosus is een plantensoort uit de affodilfamilie.

## Kenmerken
Asphodelus fistulosus is een eenjarig of kortlevend overblijvend kruid dat een hoogte van 15 tot 90 (150) centimeter bereikt. Hun talrijke wortels zijn slank en niet verdikt. De bladeren zijn verenigd in een basale rozet, semiterete, hol, blauwgroen, kaal en hebben een vliezige rand aan de basis. Ze meten 5 tot 35 × 0,1 tot 0,5 centimeter.
De stengel is bladloos, hol en draagt een vertakte of onvertakte, zelden eenvoudige trosvormige bloeiwijze. De schutbladen van de bloemen hebben een droog oppervlak. De bloemstengels staan tijdens het vruchtseizoen rechtop. De zes ovaal-elliptische en platspreidende bloemblaadjes meten 7,5 tot 13,5 × 3 tot 6 millimeter en zijn wit of lichtroze met een roze, groene of bruine centrale ader.
De bloeiperiode loopt van maart tot in mei.
De omgekeerd ovale tot bijna bolvormige vruchtcapsules zijn 4 tot 6 × 3,5 tot 6 millimeter groot.

## Voorkomen
Asphodelus fistulosus komt voor in het Middellandse Zeegebied, in de Sinaï, op de Canarische Eilanden en in West-Arabië op rotsachtige gebieden, braakliggende akkers en ruderale terreinen tot een hoogte van 800 meter. Het is genaturaliseerd in alle gebieden met een mediterraan klimaat.